# Héctor Estévez
Héctor Estévez (16 de septiembre de 1953) es un deportista puertorriqueño que compitió en judo. Ganó una medalla en los Juegos Panamericanos de 1979, y tres medallas en el Campeonato Panamericano de Judo en los años 1978 y 1980.

## Palmarés internacional
| Juegos Panamericanos    | Juegos Panamericanos          | Juegos Panamericanos | Juegos Panamericanos |
| Año                     | Lugar                         | Medalla              | Categoría            |
| ----------------------- | ----------------------------- | -------------------- | -------------------- |
| 1979                    | San Juan (Puerto Rico)        | Medalla de plata     | Abierta              |
| Campeonato Panamericano |                               |                      |                      |
| Año                     | Lugar                         | Medalla              | Categoría            |
| 1978                    | Buenos Aires (Argentina)      | Medalla de oro       | Abierta              |
| 1980                    | Isla de Margarita (Venezuela) | Medalla de plata     | –86 kg               |
| 1980                    | Isla de Margarita (Venezuela) | Medalla de bronce    | Abierta              |